# FSフォント
FSフォント（えふえす-）とはGT書体を中心にした日本語アウトラインフォントである。明朝体・ゴシック体がある。pfaeditで作成されている。
漢字部としてGT書体を、それ以外の箇所に東風フォント代用品・Oradano明朝を、ビットマップフォントとしてM+ BITMAP FONTS・東雲フォント・Kappa 20dot Fonts及びAyuビットマップフォントを含んでいる。
なお、ライセンスはPublic Domainとされているが、派生元となっているGT書体のライセンスの解釈について疑問が呈されている。